# Stanisław Solon
Stanisław Solon (ur. 23 września 1888 w Załużu, zm. ?) – porucznik rezerwy piechoty Wojska Polskiego, kawaler Orderu Virtuti Militari.

## Życiorys
Urodził się 23 września 1888 w Załużu. Był synem Jana i Antoniny z domu Hodzińskiej. Według własnej relacji uczył się w C. K. Gimnazjum w Sanoku gdzie do 1905 ukończył IV klasę. Od 1907 należał do Sokoła.
Po przerwaniu nauki wyemigrował do Ameryki Północnej. Podczas I wojny światowej zgłosił się do formacji ochotniczych, po czym trafił do Francji i tam został przyjęty do wojsk polskich 26 października 1917. Został przyjęty do Wojska Polskiego i w szeregach 44 pułku strzelców kresowych uczestniczył w wojnie polsko-bolszewickiej. 7 sierpnia 1920 został ranny. Na stanowisku dowódcy 3 kompanii wyróżnił się podczas bitwy pod Wolicą Śniatycką 31 sierpnia 1920 (tzw. bitwa pod Komarowem). W tym roku był w stopniu porucznika piechoty, potem zweryfikowany ze starszeństwem z dniem 1 czerwca 1919. W 1923, 1924 był oficerem 72 pułku piechoty w Radomiu. W 1934 jako porucznik rezerwy był przydzielony do Oficerskiej Kadry Okręgowej nr I jako oficer przebywający stale zagranicą i pozostawał wówczas w ewidencji Powiatowej Komendy Uzupełnień Warszawa Miasto III.
W połowie lat 30. mieszkał w Stanach Zjednoczonych w mieście Irvington. Pracował tam w zawodzie ślusarza na stanowisku kierownika oddziału w fabryce samochodów. W USA był członkiem PPS KON do 1926.
Był żonaty. Jego córkami były Bronisława (ur. 1926), Leontyna (ur. 1928), Helena (ur. 1930).

## Ordery i odznaczenia
- Krzyż Srebrny Orderu Wojskowego Virtuti Militari nr 2158 – 13 kwietnia 1921[14][1]
- Srebrny Krzyż Walecznych trzykrotnie[2]
- Krzyż Wojenny – Francja[2]